# Митридат I од Понта
Митридат I од Понта или Митридат I Ктист ( Ктист - оснивач ) ( око 350. п. н. е. до 266. п. н. е.) је био оснивач хеленистичке краљевине Понт. Био је краљ Понта од 302. п. н. е. до 266. п. н. е.

## Контроверзно питање оца
Током 302. п. н. е. Антигон Монофталмос је ратовао против Касандра, Лизимаха и Селеука. Бојао се да ће Митридат II од Кија прећи на страну Касандра, па је дао да се убије. Митридат I од Понта га је тада наследио као владар града Кија и носио је назив Митридат III од Кија. Према Плутарху његов отац је Ариобарзан. Према Диодору Митридат I је наследио Митридата II од Кија, а Диодор има и Митридата, чији отац је Ариобарзан. Вероватније изгледа да му је отац Ариобарзан. Према античким изворима династија потиче или од Кира Великога или Дарија Великога или једнога од оних који су убили Гаумату.

## Храбар ратник
Митридат је од малих ногу био подизан у војничком духу и показивао је велику храброст. Митридат се борио у Другом рату дијадоха на страни Еумена у бици код Габјене 316. п. н. е. Након Еуменова пораза прихваћен је у Антигонову војску са свим почастима.

## Пријатељ Деметрија Полиоркета
Постао је близак пријатељ Антигонова сина Деметрија Полиоркета. Антигон је наводно сањао сан због кога је одлучио да убије Митридата. Међутим Антигонов син Деметрије Полиоркет обавестио је свога пријатеља Митридата, који је онда побегао.

## Оснива краљевину Понт
Митридат је побегао у једну тврђаву Кимијату у Пафлагонији. Ту се изгледа одржао све док 302. п. н. е. није убијен Митридат II од Кија. Антигон је дао да се погуби Митридат II од Кија због сумње да подржава Касандра. Антигон је убијен у бици код Ипса 301. п. н. е. и Митридат је тада овладао Кијом, али и Кимистом у Пафлагонији. Многи су му се ту придружили. Одатле је овладао деловима Пафлагоније, Кападокије и околним територијама. По свој прилици је искористио је вакуум настао након битке код Корупедија 281. п. н. е. Лизимах је погинуо у тој бици, а неколико месеци након битке Птолемеј Кераун је убио Селеука.

## Дуг период владавине
Одмах након битке код Корупедија 281. п. н. е. изгледа да је Селеук настојао да покори Митридата. Митридат је тек тада преузео титулу краља. Заједно са Понтском Хераклејом, Бизантом и Халкедоном Митридат је успео да се одупре. Недуго након тога Птолемеј Кераун је убио Селеука. Након Селеуковог убиства Митридат је чврсто владао својим територијама. Његов син Ариобарзан III заузео је Амастрис, што је била прва територија на обали мора. Када је Птолемеј II Филаделф напао Понт тада се бранио уз помоћ галских најамника. Владао је укуно 36 година. Наследио га је 266. п. н. е. син Ариобарзан III.